# Марі-Альфонс Бедо
Марі-Альфонс Бедо (фр. Marie-Alphonse Bedeau; 19 серпня 1804, Верту — 29 жовтня 1863, Нант) — французький генерал і політичний діяч.

## Біографія
Перший офіцерський чин отримав у 1824 році після закінчення курсу в Сен-Сірській школі; в 1832 був при взятті Антверпена, а в 1836 відправився в Алжир, де, беручи участь з постійною відзнакою у військових діях, досяг у 1844 звання дивізійного генерала. 1 липня 1847 року він був призначений генерал-губернатором Алжиру, але вже в жовтні мав поступитися цією посадою герцогу Омальському.
Під час Лютневої революції 1848 року Бедо, який перебував у відпустці в Парижі, отримав призначення командувати однією з колон, спрямованих проти повсталих; але, знайшовши повстання сильнішим, ніж очікував, він залишився бездіяльним.
Після падіння Луї-Філіппа новий французький уряд довірив Бедо начальство над армією, що знаходилася в Парижі. Під час червневого повстання він був тяжко поранений; потім займав місце у національних зборах, де приєднався до партії поміркованих. Був віце-президентом Установчих та Законодавчих зборів.
Після державного перевороту 2 грудня 1851 року Бедо разом з Кавеньяком і Ламорісером був ув'язнений спочатку в Мазасі, а потім у Гамі.
Після свого звільнення він змушений був залишити вітчизну та проживав у Брюсселі, звідки повернувся до Франції лише після оголошення амністії.